# Chema Antón
José María "Chema" Antón Samper (Casas del Señor, Alicante; 19 de marzo de 1989) es un futbolista español que actualmente juega en el Monóvar Club Deportivo de la Lliga Segona FFCV.

## Carrera futbolística
Antón ingresó en las categorías inferiores del Real Madrid en el 2003 a la edad de 14 años. En el 2007 se incorporó al Real Madrid Castilla de la Segunda División B de España.
Chema Antón fue convocado con primer equipo por Bernd Schuster el 7 de diciembre del 2008 contra el Sevilla Fútbol Club y la jornada siguiente por Juande Ramos contra el Fútbol Club Barcelona, aunque no jugó un solo minuto en ninguno de los dos partidos.
El 28 de julio del 2010 se incorporó en el equipo andaluz del Real Betis B de la Segunda División B.
En el verano del 2011 tras realizar una prueba, firmó con el Red Bull Salzburg de la Bundesliga austriaca. Acumuló pocos minutos en este club, que participó en tres competiciones: Europa league, copa austriaca y bundesliga austriaca. El club fue campeón en estas dos últimas competiciones.
En 2012, fichó por el equipo húngaro Ujpest F.C. dónde fue titular indiscutible en la primera temporada, como jugador polivalente en las posiciones de defensa central y lateral izquierdo, apoyando al equipo con numerosas asistencias y algunos goles. En 2013, este equipo ganó la copa húngara, en la que Antón jugó la totalidad del partido con excelente rendimiento. Al finalizar la temporada 2013-2014, en la que jugó menos minutos, se desvinculó del club húngaro.
Tras permanecer sin equipo desde el verano de 2014, en enero de 2015 se anunció su fichaje por el Conquense en el mercado de invierno.

## Selección nacional
Ha jugado 8 partidos oficiales con la selección española sub-19.

## Clubes
| Club                                 | País    | Año        |
| ------------------------------------ | ------- | ---------- |
| Real Madrid Castilla de las ballenas | España  | 2007-2010  |
| Real Betis B                         | España  | 2010-2011  |
| Red Bull Salzburg                    | Austria | 2011-2012  |
| Ujpest FC                            | Hungría | 2012- 2014 |
| UB Conquense                         | España  | 2015- 2016 |
| C. D. Eldense                        | España  | 2016-      |